# Nikolay Cherkasov
Pour les articles homonymes, voir Tcherkassov.
Nikolay Cherkasov (en russe : Николай Андреевич Черкасов, Nikolaï Andreïevitch Tcherkassov ; né le 26 septembre 1996 à Omsk) est un coureur cycliste russe.

## Palmarès
- 2013
  -  Champion d'Europe du contre-la-montre juniors
  -  Champion de Russie du contre-la-montre juniors
  - 3e étape du Tour du Valromey
  - 2ea étape de Liège-La Gleize (contre-la-montre par équipes)
  - 9e du championnat du monde du contre-la-montre juniors
- 2014
  - Tour d'Arad :
    - Classement général
    - 1re et 3e étapes

  - 2e du Trophée Centre Morbihan
- 2015
  -  Champion de Russie de la montagne
  - 3e étape de la Friendship People North-Caucasus Stage Race
  - 2e du championnat de Russie sur route espoirs
  - 2e du Tour d'Auvergne
  - 3e du championnat de Russie du contre-la-montre espoirs
- 2016
  - Samara Stage Race :
    - Classement général
    - 3e et 4e étapes

  - Friendship People North-Caucasus Stage Race :
    - Classement général
    - 4e et 6e étapes
- 2017
  - 2e du championnat de Russie du contre-la-montre espoirs
- 2019
  - 3e de la Coppa Agostoni
  - 3e du Tour de Toscane

## Classements mondiaux
| Année           | 2015  | 2016  | 2017  |
| --------------- | ----- | ----- | ----- |
| UCI Europe Tour | 1244e | 1144e | 1288e |